# Will Lamb
Will Lamb (també conegut com a William Lamb) és un lingüista nascut a Baltimore i que marxà a Escòcia el 1996 per fer un màster en gaèlic escocès a la Universitat d'Edimburg. a ser guardonat amb un doctorat per la seva investigació sobre registres lingüístics del gaèlic escocès en 2002 i publicà dos llibres basats en el primer corpus oral del gaèlic escocès. Posteriorment va ensenyar gaèlic i música al campus de Benbecula del Lews Castle College. Ell està treballant actualment com lector a la Universitat d'Edimburg.

## Publicacions
- (1999) A diachronic account of Gaelic News-speak: The development and expansion of a register in Scottish Gaelic Studies 19
- (2001) Scottish Gaelic München: LINCOM EUROPA 2001, ISBN 3-89586-408-0
- (2005) Toward a corpus of spontaneous spoken Scottish Gaelic JM Kirk/DP Ó Baoill (eds) in Legislation, Literature and Sociolinguistics: Northern Ireland, the Republic of Ireland, and Scotland Belfast: Queens University Press
- (2006) The Noun Phrase in Scottish Gaelic Speech and Writing in Cànan & Cultar / Language & Culture: Rannsachadh na Gàidhlig 3, Edinburgh: Dunedin Academic Press
- (2008) Scottish Gaelic Speech and Writing: Register Variation in an Endangered Language Belfast Queens University Press ISBN 978-0-85389-895-5